# Studeněves
Studeněves är en ort i Tjeckien.   Den ligger i regionen Mellersta Böhmen, i den centrala delen av landet, 30 km nordväst om huvudstaden Prag. Studeněves ligger 291 meter över havet och antalet invånare är 303.
Terrängen runt Studeněves är lite kuperad. Runt Studeněves är det mycket tätbefolkat, med 1 135 invånare per kvadratkilometer. Närmaste större samhälle är Kladno, 9,5 km söder om Studeněves. Trakten runt Studeněves består till största delen av jordbruksmark.